# Voeren
Voeren (franceză Fourons, Limburgheză: Voere, valonă Foron) este o comună din regiunea Flandra din Belgia. Voeren este una dintre comunele belgiene cu facilități lingvistice pentru populația francofonă, comuna fiind o exclavă a regiunii flamande, situată între Olanda și Valonia. 
Comuna este formată din localitățile 's-Gravenvoeren (franceză Fouron-le-Comte), Moelingen (Mouland), Remersdaal (Rémersdael), Sint-Martens-Voeren (Fouron-Saint-Martin), Sint-Pieters-Voeren (Fouron-Saint-Pierre) și Teuven. Suprafața totală a comunei este de 50,63 km². Voeren se învecinează cu comunele belgiene Visé, Dalhem, Aubel și Plombières la sud și cu Olanda la nord.
La 1 ianuarie 2008 comuna avea o populație totală de 4.207 locuitori. Din aceștia, aproximativ 40% sunt francofoni, restul fiind neerlandofoni. Datorită atractivității regiunii și a proximității sale de orașul Maastricht, 25% din populație sunt cetățeni olandezi. 

## Probleme lingvistice
Comuna s-a aflat mult timp în centrul problemelor lingvistice și politice din Belgia. Până în 1963 comuna făcea parte din provincia învecinată Liège. În urma regionalizării Belgiei pe criterii lingvistice, la nivel național a fost adoptat un compromis prin care comuna a fost transferată provinciei flamande Limburg, păstrând totuși o serie de facilități administrative acordate populației francofone. Transferul comunei a fost făcut în urma rezultatelor referendumurilor lingvistice din anii 1930 și 1947. Transferul a stârnit nemulțumirea populației francofone, care, cu toate că era minoritară în 1930, era majoritară în 1947. Ulterior nu a mai fost posibilă determinarea directă a componenței lingvistice a comunei datorită inexistenței unor referendumuri lingvistice. 
Consiliul local este tradițional format din două grupuri, unul francofon Retour à Liège (Înapoi la Liège) și unul neerlandofon Voerbelangen (Interesul comunei Voeren), cel francofon deținând majoritatea la alegeri succesive până în 1999. Refuzul guvernului flamand de a-l numi în funcție pe primarul ales José Happart, a dus la izbucnirea unei crize naționale, soldate cu demisia guvernului federal condus de Wilfried Martens. În urma intrării în vigoare a Tratatului de la Maastricht ce a acordat dreptul de vot la alegerile locale cetățenilor comunitari, componența consiliului local a fost schimbată, datorită votului locuitorilor cu naționalitate olandeză. Astfel, în urma alegerilor locale din 2000 și 2006, majoritatea din consiliu este reprezentată de grupul neerlandofon ce deține 9 din cele 15 locuri din consiliu.

## Localități înfrățite
- Belgia: Nijlen;